# Ferrovia del Benguela
La ferrovia del Benguela, chiamata anche ferrovia del Katanga-Benguela, è una linea ferroviaria che attraversa la regione centrale dell'Angola e la regione meridionale della Repubblica Democratica del Congo, in una direzione da ovest a est, essendo la ferrovia più grande e importante dell'Africa sudoccidentale. Si collega dalla città di Lobito, in Angola, alla città di Tenke, in Congo, dove si collega alla ferrovia Città del Capo-Il Cairo (Kindu-Congo a Port Elizabeth-Sudafrica).
Il suo punto di sbocco è il porto di Lobito e la sua baia sulla costa atlantica, da dove esporta tutti i tipi di prodotti, dal minerale ai prodotti alimentari, componenti industriali, merci vive, ecc.
La compagnia che la gestisce nella sezione angolana di Lobito a Luau, è la Compagnia ferroviaria Benguela-E.P.. Da Dilolo a Tenke è amministrato dalla Società ferroviaria nazionale del Congo.

## Caratteristiche
La ferrovia ha una lunghezza complessiva di 1866 km e rappresenta un importante collegamento fra le regioni interne del paese e la costa, e fra l'Angola e gli stati adiacenti. Attraverso Luau è collegata ai sistemi ferroviari della provincia di Katanga, della Repubblica Democratica del Congo e dello Zambia. Attraverso lo Zambia, questo sistema ferroviario si congiunge inoltre con Beira in Mozambico, Dar es Salaam in Tanzania.
Al contrario delle altre ferrovie angolane, non è sottoposta al controllo della Direcçao Nacional dos Caminhos de Ferro, ed è gestita direttamente dal Ministero dei trasporti tramite l'ente che la gestisce,  Caminho de Ferro de Benguela (CFB).
È senza dubbio di primaria importanza, poiché è l'unica ferrovia che consente l'accesso diretto dalla Repubblica Democratica del Congo meridionale a un porto marittimo.. È stata tra le prime ad essere colpite dalla guerriglia condotta dall'UNITA, a partire dal 1975.
L'inizio della tratta è presso il porto di Lobito: nella zona, la ferrovia si biforca alla città di Cubal, toccando con un ramo Lobito, e con l'altro Benguela. Il raccordo tra le due città assorbe la parte principale del traffico. Durante la guerra civile la linea è stata interrotta in più punti, rendendola impossibile da percorrere interamente per via dell'abbattimento di ponti e del furto di binari.

## Storia

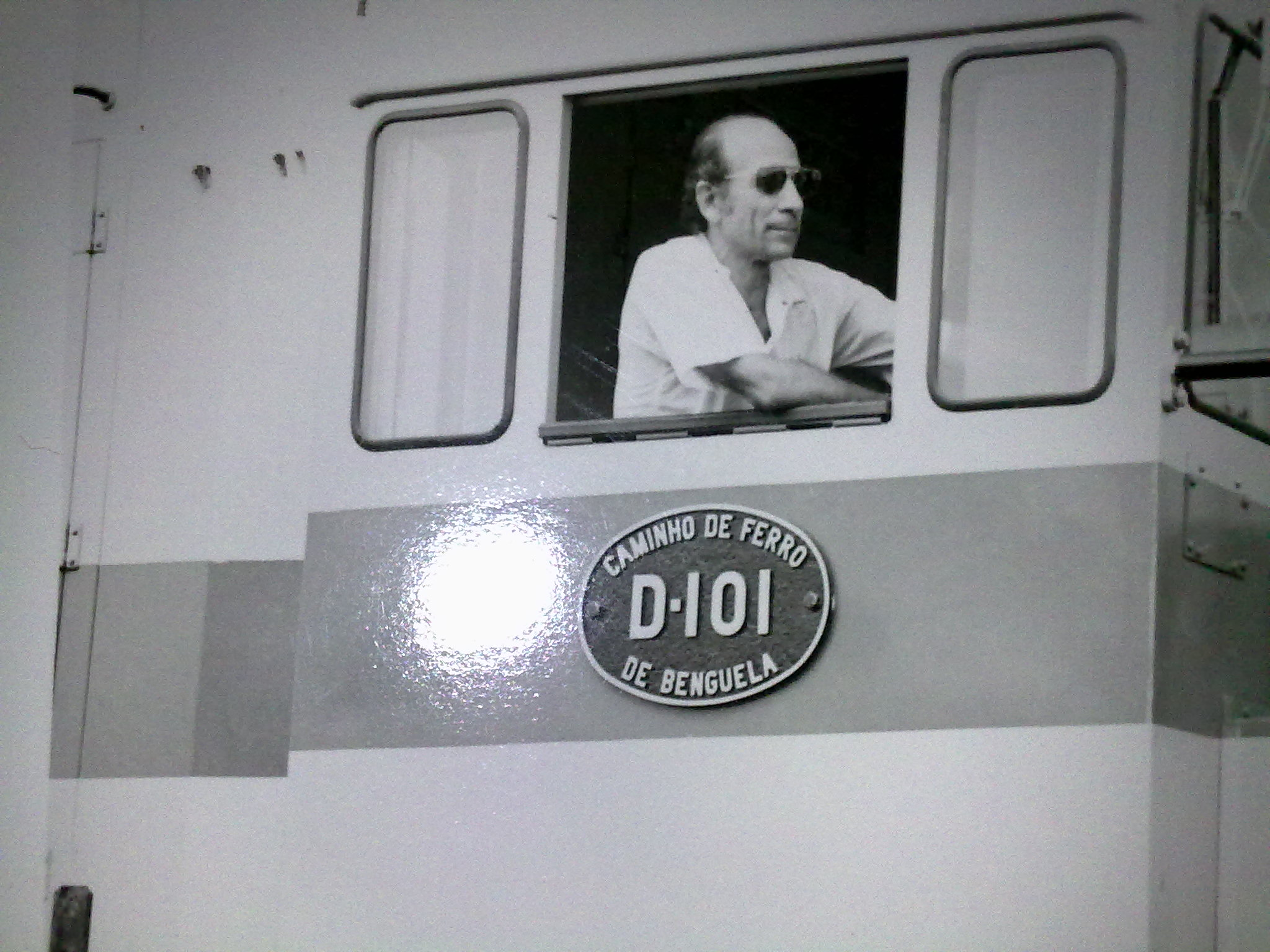
Locomotiva del Caminho de Ferro de Benguela (CFB) (1973).

La costruzione della ferrovia iniziò nel 1899, per volere del governo coloniale portoghese, con lo scopo di collegare la costa atlantica con le miniere del Congo Belga. Il progetto passò poi nelle mani di Sir Robert Williams (un amico di Cecil Rhodes), che completò il tratto da Luau fino al confine del Congo (1929). La linea ferroviaria fu estremamente impegnata per tutto il rimanente periodo coloniale. Dopo l'indipendenza, la guerra civile in Angola interruppe il servizio, e gran parte della struttura fu danneggiata.
Un piano di ricostruzione stipulato nel 1987 con le autorità dell'allora Zaire (dal 1997 Repubblica Democratica del Congo) non ebbe seguito per via della guerriglia ancora infiammata. Con la pace del 1991 l'Angola commissionò uno studio per la ricostruzione con l'aiuto della World Bank, che avrebbe dovuto ripristinare il tratto ferroviario e potenziare le capacità del porto di Lobito.
Durante il breve periodo di pace, la ferrovia trasportò in anno appena 157.000 tonnellate di materiale, ma riuscì a ritornare operativa anche su distanze medio-lunghe.
Il traffico è gestito tramite 8 locomotive CoCo Type U20C di produzione General Electrics, 2 Paxman 8RPHXL da manovra, 6 convogli da due motrici accoppiate Cummins NT855L4, per un totale di 22 macchine diesel più 19 locomotive dedicate ai servizi meno importanti.
Nel 1995 la ferrovia poteva contare su 53 carrozze (di cui 24 acquistate di seconda mano dal Sudafrica), 4 carrozze ristorante, 4 carrozze letto e 1761 carri.
Nel novembre 2001, la concessione di 99 anni per la Companhia do Caminho de Ferro de Benguela SARL (CCFB SARL) è terminata, con la ferrovia che entra a far parte dello Stato angolano, nonché tutte le infrastrutture mobili associate. Nel 2003 lo stato angolano ricapitalizza la CCFB SARL, trasformandola completamente in capitale statale, ricreandola sotto il nome di "Compagnia ferroviaria Benguela-E.P.".

### Periodo di ricostruzione (2001-oggi)
Nel 2005 sono iniziati i colloqui tra i governi angolano e zambiano per riprendere le operazioni. La Cina ha fornito aiuti finanziari per circa 500 milioni di dollari per aiutare a ricostruire l'infrastruttura ferroviaria danneggiata dalla guerra. Il 6 gennaio 2006 sono iniziati i lavori.
Nel 2009 è stata completata la rimozione delle mine antiuomo installate lungo la ferrovia, in uno sforzo congiunto delle forze armate angolane, dell'istituto di sminamento nazionale, dell'ufficio nazionale di ricostruzione e della polizia della guardia di frontiera.
Nell'agosto 2011 è ripreso lo sfruttamento commerciale del tratto tra Benguela e Huambo. A tale scopo furono costruite le stazioni ferroviarie per il carico di merci e persone a Benguela e Huambo.
Nel 2012 sono riprese le attività commerciali nel porto di Lobito e la linea è stata estesa di nuovo a Luena; nel 2015 la linea coprì finalmente l'intero territorio angolano, raggiungendo di nuovo la città di Luau.
Il 5 marzo 2018, il trasporto di minerali è stato ripreso dalla miniera di Tenke Fungurume, in Congo, da dove vengono estratti rame e cobalto e i carichi sono stati portati al porto di Lobito. Da quella data la ferrovia entrò in piena attività, collegando la città di Lobito alla città di Tenke.

## Principali stazioni
- Lobito
- Benguela
- Cubal
- Caála
- Huambo
- Kuito
- Luena
- Luau
- Dilolo
- Divuma
- Kasaji
- Mutshatsha[9]
- Kolwezi
- Tenke

## Incidenti
Il 22 settembre 1994, un guasto ai freni ha causato lo schianto di un treno in un canyon, con circa 30 vittime, presso Tolunda.